# Édouard Frédéric-Dupont
Pour les articles homonymes, voir Dupont ou Dupond.
Édouard Frédéric-Dupont, né le 10 juillet 1902 à Paris 7e et mort à Paris 15e le 14 février 1995, est un avocat et un homme politique français, éphémère ministre mais député de Paris à la longue carrière parlementaire, sous trois Républiques, plus longtemps encore conseiller de Paris, maire du 7e arrondissement de Paris, jusqu'à sa mort.
C'est un homme politique résolument de droite, avec des étiquettes politiques multiples au fil de sa longue carrière. Il est titulaire de la croix de guerre 1939-1945 et de la médaille de la Résistance. Son surnom de « Dupont des loges » lui vient de ses nombreuses propositions de loi relatives au statut et à la qualité de vie des gardiens d'immeubles.

## Carrière politique

### Débuts en politique dans l'entre-deux-guerres, sous laIIIeRépublique
Né Édouard Charles Frédéric Dupont à Paris, avenue Bosquet, il est le fils de Charles Joseph Dupont, polytechnicien, capitaine d'artillerie et futur général de division, et de Jeanne Rose Agathe Hauvion.
Jeune étudiant en droit, il s'engage en politique dès 1923 sous le nom de Frédéric-Dupont, en participant à un nouveau mouvement politique, la Ligue de la Jeune France républicaine, qui appuie le programme de Raymond Poincaré,,. Il rejoint en décembre 1924, la Ligue républicaine nationale fondée par Alexandre Millerand. Il préside la section universitaire des Jeunesses républicaines nationales, aux côtés d'un autre jeune ambitieux, Louis Jacquinot, son secrétaire général, et d'un autre jeune, Edgard Faure,. En avril 1925, il rassemble une quarantaine de militants pour aller prêter main-forte aux Jeunesses patriotes aux prises avec les communistes lors de la Fusillade de la rue Damrémont.
Docteur en droit et diplômé de l'École libre des sciences politiques, il est avocat au barreau de Paris à partir de 1926. Il est le onzième secrétaire de la Conférence des avocats du barreau de Paris en 1929-1930.
Il milite aux jeunesses de l'Alliance démocratique. Il est le collaborateur du député Charles Reibel, dirigeant de l'Alliance. Il participe à partir de 1927 à la commission de propagande de ce parti, présidée par Paul Reynaud,. En 1927, comme membre de l'Alliance, il est élu secrétaire de la Conférence Molé-Tocqueville, puis vice-président en 1930. Il contribue à la propagande du parti lors de réunions en province au début des années 1930, comme membre de son comité directeur.
Il lance en avril 1927 avec Louis Jacquinot, le Journal des Lorrains de Paris, un mensuel dont il est le rédacteur en chef. Il a des attaches en Meurthe-et-Moselle par son père, né à Nancy; ce-dernier contribue à animer ce journal jusqu'à son décès en décembre 1935. Fréderic-Dupont fonde quelques mois plus tard, en décembre 1927, la Ligue lorraine, avec notamment le neveu du maréchal Hubert Lyautey, Pierre Lyautey, qui la préside. C'est une association qui s'adresse avant tout aux élites lorraines ; elle entend faire oublier la dénomination périmée d'Alsace-Lorraine, fédérer les quatre départements lorrains et se veut à la fois régionaliste et patriote,. 
Grâce à ce journal et à l'Association des Lorrains de Paris dont il est membre du conseil d'administration, il rencontre des hommes politiques lorrains éminents tels Raymond Poincaré ou Albert Lebrun. Il rencontre ainsi le député de Nancy Désiré Ferry, ce qui lui permet d'intégrer son cabinet ministériel lorsque Ferry est nommé ministre de la santé de mars à décembre 1930, dans le gouvernement d'André Tardieu ; il est chef du secrétariat particulier de Ferry, puis chargé de mission, tout en continuant à plaider,. 
Il parvient à se faire élire conseiller municipal du secteur Saint-Thomas d'Aquin en 1933, sous l'étiquette « républicain national », lors d'une partielle consécutive à la démission du conseiller sortant royaliste, Ambroise Rendu, qui pensait faire élire son fils.
Édouard Frédéric-Dupont participe à l'émeute parisienne du 6 février 1934 : il descend dans la rue, ceint de son écharpe de conseiller, pour protester contre la révocation du préfet de police Jean Chiappe par le gouvernement d'Édouard Daladier. Parmi les 5 conseillers municipaux blessés lors des émeutes, il est le plus grièvement atteint : il est blessé à la tête, ce qui lui vaudra en partie d'être réélu conseiller de Paris dès le premier tour avec 95 % des voix en 1935, puis député de la Seine avec 83 % des voix, au premier tour également, en 1936. Dans sa profession de foi de 1936, il invite les électeurs à « combattre sans défaillance le Front commun, qui, créé par Moscou et pour Moscou conduit à la guerre ». 
Il est alors proche des Ligues d'extrême droite : il défile en effet à Paris parmi les membres du comité du Front national, en 1935 et 1936, à l'occasion de la fête de Jeanne d'Arc. De 1935 à 1939, il assiste à la cérémonie religieuse parisienne à la mémoire des morts du 6 février, à l'instar d'autres élus, moins nombreux après 1936, et des chefs du Front national.
Lui qui avait commencé sa carrière à l'Alliance démocratique a désormais l'étiquette de la Fédération républicaine, plus conservatrice. Il est ainsi membre du comité directeur des Jeunesses de la Fédération (JFR) jusqu'à la guerre, et même vice-président,.
Contrairement à d'autres élus de la Fédération républicaine, tel Xavier Vallat, c'est un sympathisant du Parti social français du colonel François de La Rocque, membre du Comité parlementaire de sympathie pour le PSF et de défense des libertés républicaines en décembre 1936. Il participe aux réunions du Groupe parlementaire du Parti social français avant de le rejoindre publiquement à la toute fin de la IIIe République, en juillet 1940.
À la Chambre des députés, il combat le Front populaire. De même, au Conseil municipal de Paris, selon ses propres déclarations, « les projectiles volaient bas avec le groupe communiste, au-dessus de la tête des préfets ». À l'occasion d'une séance de novembre 1936 dans laquelle il dénonçait le coût de l'hospitalisation des ouvriers étrangers, il déplora l'abandon par les riches d'un Paris envahi par des ouvriers étrangers pauvres,.

### Pendant la Seconde Guerre mondiale: de Vichy à la résistance
En 1940, il vote les pleins pouvoirs au maréchal Pétain. Il est maintenu en place par le régime de Vichy au Conseil municipal de Paris, dont il devient le vice-président en 1941. Il a aussi été désigné en janvier 1941 membre du comité provisoire du Rassemblement pour la Révolution nationale, organisme concurrent de la Légion française des combattants, qui devait réfléchir à la mise en place d’un mouvement de masse visant à « assurer au nouveau régime ses assises et briser l’activité renaissante de certaines organisations [le PCF] », mais qui n’eut qu’une existence très éphémère. 
Poursuivant parallèlement l'exercice de sa profession d'avocat, il se rapproche de la Résistance, dont il défend des membres devant les tribunaux, parmi lesquels se trouvent des partisans communistes comme André Gautier, futur député de Seine-et-Marne, et il fournit de faux certificats de baptême à des Juifs pour leur permettre de quitter la zone occupée. Ce comportement, tout comme les activités de renseignement qu'il effectuait au sein du conseil municipal de Paris, lui vaudra la Croix de guerre, la médaille de la Résistance et la Légion d'honneur à titre militaire.
Lors de la séance du Conseil municipal de Paris du 16 décembre 1943, il vote contre le projet de budget pour 1944, qui allouait des crédits au titre de l'aide de la police parisienne à la police allemande. Il démissionne du conseil municipal le 18 avril 1944,.
Il a été décoré de l'ordre de la Francisque.
Après la Libération, les comités de Libération du 7e arrondissement et de la Ville de Paris reconnaissent sa qualité de résistant et acceptent de le réintégrer dans ses fonctions électives,. Il est relevé de son inéligibilité et est réintégré au conseil municipal provisoire par arrêté du gouvernement provisoire en date du 15 mars 1945, en dépit des protestations des communistes et des réserves de certains résistants gaullistes. 
Il se présente aux élections municipales où il est élu pour représenter le deuxième secteur (6e, 7e et 15e arrondissements) et aux élections du 21 octobre 1945 pour la première Assemblée nationale constituante où il conduit la « liste de la liberté » et est élu député de la première circonscription de la Seine (5e, 6e, 7e, 13e, 14e et 15e arrondissements). Il siège alors au groupe d'Unité républicaine d'où il dépose neuf propositions de loi et refuse la première proposition de texte de Constitution. 
Il est réélu à la seconde Constituante le 2 juin 1946 sous l'étiquette du Parti républicain de la liberté dont il est l'un des fondateurs en décembre 1945, en dépit d'une violente campagne contre lui orchestrée par le PCF, l'accusant d'avoir fait pression pour que le conseil municipal cède des bois précieux aux Allemands. Il parvient à faire condamner le PCF pour diffamation. Il fait condamner en correctionnelle le maire adjoint du 7e arrondissement, qui avait publié un montage photographique le représentant en uniforme d'officier allemand.

### Sous laIVeRépublique
Réélu, il rejoint l'intergroupe gaulliste dès sa formation en 1947 en dépit encore des réserves des gaullistes intransigeants sur ceux qui ont frayé trop longtemps avec le régime de Vichy. C'est ainsi qu'en 1947, il ne reçoit pas l'investiture du RPF pour se représenter aux municipales mais il apporte son soutien à Pierre de Gaulle. Il n'en finit pas moins par obtenir son investiture pour sa réélection en tant que député en 1951.
Durant la législature 1946-1951, il dépose pas moins de 99 propositions de loi ou de résolution relatifs principalement aux rentes-viagères, au commerce, à l'artisanat, à la famille, aux droits des femmes et aux gardiens d'immeubles, ce qui lui vaudra la qualification de « député des domestiques et des concierges ». Il est particulièrement impliqué dans le vote de la loi du 2 août 1949 relative à l'indexation des rentes viagères et il est à l'origine de celle instituant la carte des économiquement faibles. Il vote contre le projet de loi sur le statut de l'Algérie et contre la loi instituant le scrutin majoritaire avec apparentements.
Si, en tant qu'avocat, il lui arrive de défendre devant les tribunaux des personnalités compromises avec Vichy, il soutient surtout une politique d'apaisement et de réconciliation nationale. Il dépose ainsi le 9 mai 1950 une proposition de loi ayant pour objet la suppression des tribunaux d'exception chargés de l'épuration légale : les Cours de justice et les Chambres civiques.
Aux élections législatives du 17 juin 1951, il est second de la liste RPF de la première circonscription de la Seine, derrière Pierre de Gaulle, qui arrive en tête avec 28,2 % des suffrages exprimés. Durant la nouvelle législature, il dépose pas moins de 128 propositions de loi ou de résolution concernant notamment les femmes seules, les invalides, les droits sociaux des artisans, la législation économique et surtout le droit des contribuables face au contrôle fiscal. Il s'oppose à la Communauté européenne du charbon et de l'acier (CECA).
En mars 1952, il fait partie des 27 députés RPF qui votent l'investiture d'Antoine Pinay à la présidence du conseil en dépit de la position exprimée par le général de Gaulle. Exclu en conséquence du RPF avec ses 26 collègues, il rejoint l'ARS, séduit comme beaucoup d'autres députés gaullistes par le conservatisme gouvernemental qu'incarne le nouveau président du Conseil Antoine Pinay. Il est l'un des vice-présidents de ce groupe présidé par Edmond Barrachin.
En 1953, sous l'étiquette ARS, il est de nouveau élu au conseil municipal dont il devient le 20 mai le premier président de ce mandat,. Il siègera dorénavant à ce Conseil sans discontinuité jusqu'à sa mort.
C'est un député qui voyage. Il a notamment fait des voyages d'études en Yougoslavie, où il fut reçu, en 1952, par le maréchal Tito, aux États-Unis et à Cuba, en 1953, en Grèce en 1954. 

C'est aux côtés de Jacques Foccart et de Maurice Bayrou qu'il se fait le porte-parole à l'Assemblée nationale de la défense du maintien de l'empire colonial français et plus particulièrement de l'Indochine française, dans le contexte de la guerre d'Indochine. Le 5 mars 1954, il s'oppose au cessez-le-feu, rappelle l'œuvre civilisatrice de la France dans cette région et condamne « tout abandon ». Du 3 au 9 juin 1954, il est brièvement ministre des relations avec les États associés d'Indochine dans le gouvernement Joseph Laniel. Il déclare lors de sa nomination, avant de se rendre à Genève : 

« Un double objectif va guider mon action : d'une part, Je m'efforcerai d'aider nos négociateurs de Genève à faire la paix. D'autre part, tant que la paix ne sera pas rétablie en Indochine, toute mon action tendra à aider nos soldats
,,,,,. »

 Il lui est juste donné le temps de connaître les propositions faites par le Vietminh. Estimant que le gouvernement Laniel était en voie d'aboutir à un accord plus favorable que celui négocié par son successeur, Pierre Mendès France, il vote contre les Accords de Genève du 23 juillet 1954.
Il adopte une attitude analogue pour la question marocaine et refuse la confiance au gouvernement d'Edgar Faure après avoir pourtant voté son investiture. Il vote également en faveur du réarmement de la République fédérale allemande et approuve son entrée dans l'OTAN.
Anticommuniste, il préside le comité de patronage de l’Union pour la défense des peuples opprimés (UDPO, appelée à partir de novembre 1961 l’Internationale de la Liberté), fondée en 1947 par le journaliste franco-russe Arsène de Goulévitch (alias François de Romainville), son secrétaire général et directeur du mensuel Exil et liberté, lancé en 1954, qui se veut « le seul journal anticommuniste de langue française qui défende l’honneur et la dignité de l’immortelle Russie » et appelle sans cesse à l’union de toutes les forces anticommunistes. Frédéric-Dupont y collabore dans ses premières années.
De 1954 à 1957, à l'instar des communistes, il combat à la tribune du conseil municipal et à celle du Palais-Bourbon le projet de pénétration de l'autoroute du sud jusqu'au cœur du 14e arrondissement (projet de construction d'un viaduc autoroutier sur l'emplacement de l'avenue du Parc Montsouris, porté par l'administration). Il propose au contraire « l'éclatement de l'autoroute en delta avant Paris, le contournement de la Ville par (un périphérique), la pénétration par les portes existantes, l'utilisation du souterrain de la gare d'Orsay pour la liaison avec l'aéroport d'Orly, le parcage (sic) des voitures particulières à la périphérie et l'emploi des transports en commun ». 
Lors des élections législatives du 2 janvier 1956, il mène la liste d'union des indépendants, dans la première circonscription de la Seine. Il est élu sur un programme qui propose l'institution d'un fonds national vieillesse et une réforme de statut de la capitale ainsi que la défense de l'Union française.
De 1956 à 1962, il siège avec le Centre national des indépendants et paysans (CNIP). Président du groupe des indépendants de l'hôtel de ville de Paris, il préside aussi la fédération de la Seine du CNIP et siège de ce fait au comité directeur de ce parti de droite,,. 
Sa proposition de loi relative à l'installation obligatoire d'un dispositif automatique d'ouverture des immeubles dans les agglomérations de plus de 500 000 habitants est alors votée par la chambre (loi du 4 juillet 1957). Ses interventions dans l'hémicycle concernent alors souvent les problèmes de la ville de Paris et de l'Afrique du Nord. C'est sur ce dernier sujet qu'il s'oppose violemment avec le Parti communiste.
S'il vote contre l'investiture de Guy Mollet en 1956, il lui accorde les pouvoirs spéciaux en Algérie, dans le contexte des premières années de la guerre d'Algérie. Favorable à la construction européenne, il ratifie les traités instituant la Communauté économique européenne et l'Euratom, le 9 juillet 1957.
C'est à partir de 1956-1957, dans son combat pour l'Algérie française, qu'il côtoie le jeune député du quartier latin, Jean-Marie Le Pen, avec lequel il tisse des liens. Il participe ainsi au tour de France du Front national des combattants animé notamment par Le Pen, à l'été 1957.
À partir de 1958, il s'oppose systématiquement aux derniers gouvernements de la 4e République et vote contre l'investiture à Pierre Pflimlin, contre la déclaration de l'état d'urgence, la révision partielle de la Constitution et, le 27 mai 1958, en appelle au ralliement au gouvernement de salut national présidé par le général de Gaulle dont il vote l'investiture en juin 1958 et auquel il accorde les pleins pouvoirs.

### Sous laVeRépublique
En novembre 1958, il est réélu député de la Seine pour la circonscription du 7e arrondissement de Paris. Jusqu'en 1962, il est vice-président de l'Assemblée nationale. 
La fédération de la Seine du CNIP qu'il préside a pu se heurter à la direction nationale de ce parti, notamment en 1958 en ce qui concerne les investitures; elle soutient des candidatures dissidentes, comme celle de Le Pen. Selon le témoignage postérieur de Roger Duchet, il « se considérait à Paris comme le pape des nationaux. Il refusait l'investiture au docteur Jean-Robert Debray et prétendait imposer celle de l'extrémiste de droite Jean-Marie Le Pen. Antoine Pinay intervint et se fâcha. Dans mon bureau du Centre national, les deux hommes eurent une discussion orageuse. Pinay était le plus virulent, il reprochait à Frédéric-Dupont sa démagogie électorale ».

Il fait partie de la fraction du CNIP la plus opposée à l'indépendance de l'Algérie,,. Dans son allocution lors d'un congrès du CNIP, il conclut: « Le congrès de 1960 sera le congrès de l'intégrité de la patrie et de la liberté ». Lors de la Semaine des barricades, il aurait déclaré : « La cause du drame se trouve dans la politique du gouvernement à base de reniements et d'incertitudes. Je salue les martyrs de l'Algérie française ». Réunis par lui, une trentaine d'élus indépendants de la Seine votent un communiqué exprimant leur « solidarité totale avec ceux qui luttent dans toute l'Algérie pour rester Français sur cette terre française ». Quelques mois plus tard, il signe le manifeste du Front national pour l'Algérie française dirigé notamment par le colonel Jean-Robert Thomazo et Le Pen, aux côtés d'extrémistes et d'autres membres de l'aile droite du CNIP (Isorni, Lacoste-Lareymondie). Il appuie alors la Cité catholique du contre-révolutionnaire Jean Ousset. En 1961, il critique à la tribune de l'Assemblée nationale le pouvoir gaullien qui selon lui ne combat pas assez le terrorisme du FLN : 

« Depuis six mois, nous avons vu constituer des tribunaux nouveaux, des tribunaux d'exception, on a même déféré devant eux des hommes qui, eux, n'avaient tué personne. Combien de tueurs du FLN, combien d'assassins sont passés devant eux ?. »

 Son éloignement des gaullistes s'accentue encore quand il soutient le général Raoul Salan lors de sa comparution devant le Haut Tribunal militaire le 18 mai 1962. 

En 1962, il censure le gouvernement de Georges Pompidou et est battu par le gaulliste Jacques Mer lors des élections législatives anticipées de novembre, comme la plupart des candidats du CNIP. Sa profession de foi pour le premier tour évoque la guerre d'Algérie : « Au moment où la douloureuse page algérienne vient d'être tournée, nous devons surmonter notre chagrin, panser les blessures, réconcilier les Français et ne pas laisser diffamer l'œuvre admirable qui fut celle de nos missionnaires, de nos soldats et de nos compatriotes » et demande « l'application à nos compatriotes de l'amnistie accordée aux tueurs du FLN ». Pour le second tour, elle agite en vain la menace des risques qu'un pouvoir gaullien trop fort peut entraîner : 

« L'Assemblée nationale risque de devenir un rassemblement de robots (...) Citoyens, citoyennes, toutes vos libertés sont menacées. La suppression de toutes les oppositions entraîne celle de tous les contrôles et livre l'individu au pouvoir arbitraire de l'État. (...) Enfin surgira le parti unique, support de la dictature pourvoyeuse de révolution. »

On le trouve en 1963 à un meeting de l'Union française pour l'amnistie. Le déclin du CNIP le pousse à prendre l'étiquette de « centriste » au conseil municipal de Paris. Elle permet de fédérer tous les tenants du centre et de la droite non-gaulliste sinon antigaulliste. Le groupe centriste du Conseil municipal de Paris est constitué en 1965. Il compte à l'origine 13 membres : les sept élus de la liste de Bernard Lafay dans le 17e arrondissement et les six élus de la liste de Frédéric-Dupont dans les 7e et 8e arrondissements,,. Il devient administrateur de l'Union centriste de la Seine, présidée par Jean Legaret. 
Il proteste en 1965 contre le tournage du film Suzanne Simonin, la Religieuse de Diderot de Jacques Rivette ; il évoque une « véritable diffamation à l'égard des religieuses françaises », ce qui va contribuer à pousser les pouvoirs publics à interdire le film
,. 
Il prend sa revanche avec les législatives de 1967 en l'emportant sur Maurice Couve de Murville, ministre des affaires étrangères qu'une rumeur donne comme prochain Premier ministre. Il se présentait sous l'étiquette Progrès et démocratie moderne (PDM) et a bénéficié de l'appoint de voix d'extrême droite et de gauche, et ce malgré l'appel de quelques personnalités de gauche contre lui (tels Emmanuel d'Astier de La Vigerie, André Weil-Curiel ou André Philip),,,,. 
Il ne vote cependant pas la censure quelques mois plus tard, au grand dam de l'extrême droite. Il n'est pas candidat en juin 1968 et le gaulliste Michel Caldaguès reprend son siège.

En 1973, il est élu député comme « candidat d'union pour le soutien au président de la République » Georges Pompidou, candidat de la Fédération nationale des républicains indépendants, opposé au « programme commun de la gauche unie ». Sa profession de foi fait encore référence aux rapatriés d'Algérie, « successivement trompés, humiliés, ruinés ». En 1977, au sein du conseil de la ville de Paris, il prône la coopération entre le jeune RPR de Jacques Chirac et le PR giscardien alors que les deux partis se déchirent pour placer un des leurs à l'hôtel de ville (Jacques Chirac sera élu maire de Paris). Il bascule lui-même dans le camp de Jacques Chirac et s'apparente alors au RPR qu'il représente ainsi à l'Assemblée nationale de 1978 à 1986 (réélu en 1981). En 1978, il est candidat d'« union de la majorité PR-RPR-CDS-CNI », contre « les socialistes et les communistes, leur programme étatiste, leurs dépenses et leurs impôts aberrants ». En 1981, il est « candidat du RPR, soutenu par l'UDF et le CNI ». Il alerte contre le danger socialiste et communiste : 

« (...) le Parti socialiste prépare l'assaut du Parlement (...). (Sa) politique a toujours provoqué inflation, vie chère et chômage. (...) N'oublions jamais les menaces que le colossal armement soviétique fait peser sur le monde libre. (...) L'aile majoritaire du Parti socialiste demande que la France s'éloigne du pacte atlantique. Elle exige la participation communiste au Gouvernement. La victoire socialiste inciterait les peuples européens, déjà ébranlés par la propagande soviétique, à tous les abandons. »

 Il est réélu au premier tour. Il est alors membre du bureau du Centre national des indépendants (CNI),,.
Il met en garde les pouvoirs publics depuis les années 1970 contre l'action néfaste des promoteurs immobiliers, contre la « spéculation immobilière qui chasse les faibles de Paris », la multiplication des immeubles de bureaux et les conséquences du processus de gentrification à l'œuvre à Paris. il est à l'origine de la loi du 31 décembre 1975 « relative à la protection des occupants de locaux à usage d'habitation ».
En 1983, il est réélu au premier tour maire du 7e arrondissement avec un score avoisinant les 83 % des suffrages.

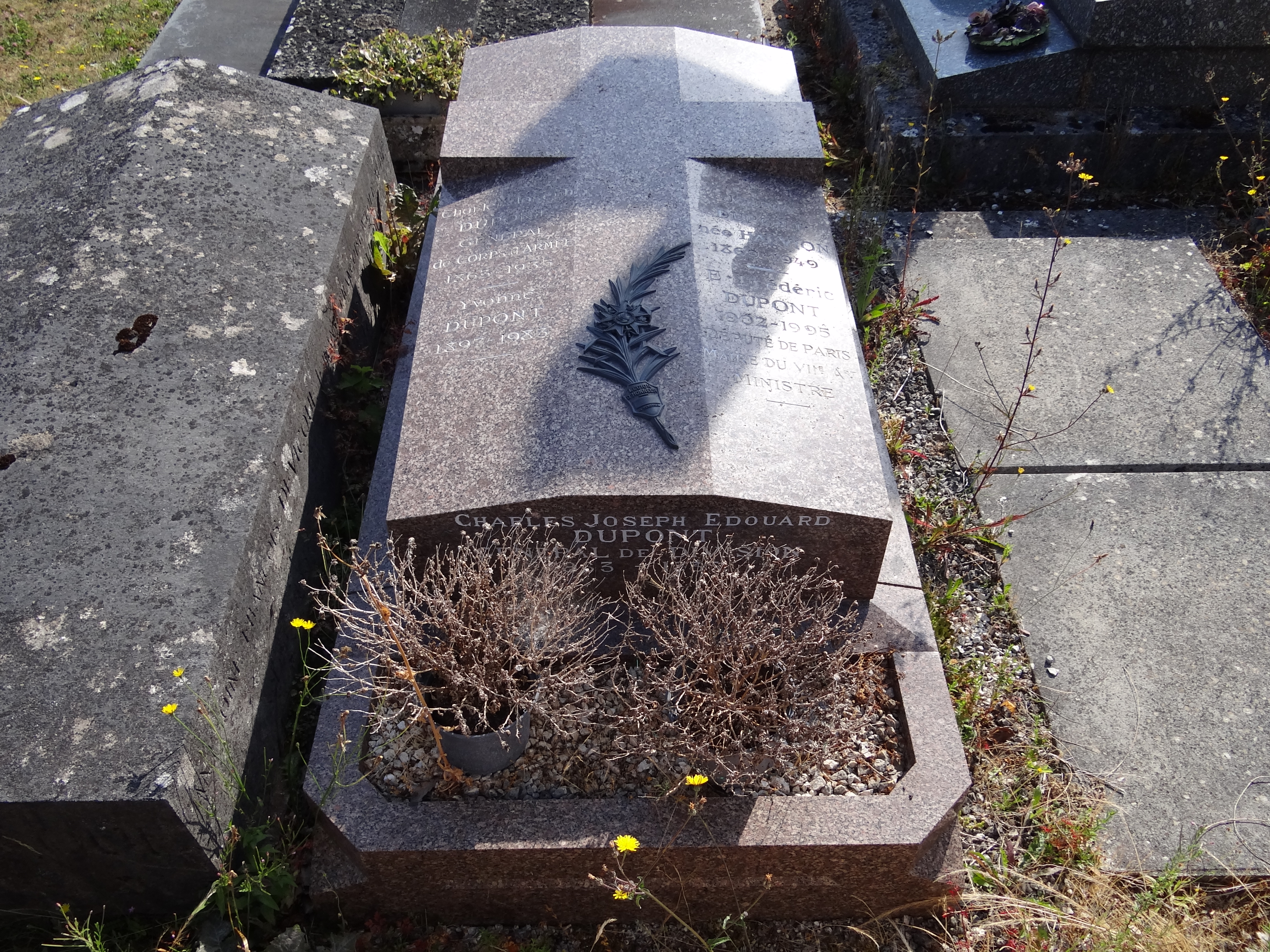
La tombe d'Édouard Frédéric-Dupont au cimetière de La Queue-lez-Yvelines (Yvelines).

Fidèle à Jacques Chirac, Édouard Frédéric-Dupont est au début des années 1980 un des partisans du rapprochement de la droite avec le Front national de Jean-Marie Le Pen, qui s'était présenté contre lui aux élections législatives de 1978. Il participe ainsi à la fête de Jeanne d'Arc aux côtés de Le Pen en mai 1985. Après le rétablissement du scrutin proportionnel par François Mitterrand en 1985, il accepte de figurer, en seconde position derrière Le Pen, sur la liste FN de Paris, au côté notamment de personnalités comme Olivier d'Ormesson et Charles de Chambrun, tentées par cette alliance,. Il considère comme « l'honneur de (s)a fin de carrière » de combattre « aux côtés de celui que ces salauds de socialistes veulent abattre ». En 1986, il est ainsi l'un des 35 députés et apparentés du groupe Front national – Rassemblement national à l'Assemblée nationale. Vice-doyen puis doyen (84 ans) à la mort de Marcel Dassault, il est depuis le début des années 1980 le plus ancien parlementaire à siéger au Palais-Bourbon. Il tente de jouer un rôle charnière entre la droite gouvernementale et le FN et est le seul député frontiste à accorder sa confiance au gouvernement. Cette largesse était acceptée par Jean-Marie Le Pen qui le connaissait depuis la campagne législative de 1958. Il soutient ensuite d'autres projets de loi en dépit des consignes de son groupe, et accorde encore sa confiance au gouvernement en 1987,,,. En mai 1987, il critique à la tribune de l'Assemblée nationale un ministre de Jacques Chirac, Michel Noir, qui refuse toute alliance entre la droite et le FN, défend Jean-Marie Le Pen, qui dans sa jeunesse a « fait des actes de résistance et a été volontaire en Indochine contre le communisme international », ainsi que la droite d'avant guerre car elle a « défendu le réarmement de la France contre le Front populaire ». Il tient aussi à rappeler que le groupe parlementaire du FN comprend d'anciens résistants, à commencer par lui.
Au conseil de Paris, le président du groupe socialiste, Georges Sarre, attaque Jacques Chirac et le RPR en soulignant que deux proches du FN, Frédéric-Dupont et Serge Jeanneret, conseiller régional FN d’Île-de-France et conseiller municipal RPR, y exercent des responsabilités,,.
En 1987, il adhère au Cercle renaissance de Michel de Rostolan, autre homme politique qui navigue entre le CNIP et le FN. Il rejoint l'année suivante la Fédération nationale des indépendants, dont il devient président d'honneur.
Toujours en 1988, amer et déçu par Le Pen, Édouard Frédéric-Dupont envisage dans un premier temps son retrait de la vie politique nationale. C'est Jacques Chirac qui lui demande de se représenter, sous l'étiquette RPR, dans sa circonscription traditionnelle du 7e arrondissement. Il accepte et sa profession de foi demande à ses électeurs : « Allez-vous, comme parfois dans le passé, avant 1981, livrer le pays au Parti socialiste ? Ce sont toujours les libéraux qui ont dû éteindre les foyers de misère qu'il a laissés derrière lui ». Et prétend connaître « les maux qu'il faut combattre : le chômage, l'insécurité, la baisse du pouvoir d'achat (...), le matraquage fiscal et bureaucratique de l'entreprise, l'immigration qui menace notre identité nationale, le manque de logement et le laxisme qui viole la sécurité morale de nos familles ». Il est réélu député, au second tour cependant, avec 54,6 % des suffrages exprimés, contre un socialiste et le gaulliste (exclu du RPR) Pierre Bas, adjoint au maire de Jacques Chirac et soutenu par Raymond Barre. Au premier tour, Marie-Caroline Le Pen, candidate parachutée dans sa circonscription, n'avait obtenu que 8,7 % des voix.
En 1989, il est réélu maire du 7e arrondissement. Le 24 mars, il préside la séance en tant que doyen - il est âgé de 87 ans - durant laquelle Jacques Chirac est réélu maire de la capitale. Il vote non au Référendum français sur le traité de Maastricht. 
En 1993, il laisse son siège de député à Michel Roussin, qui, une fois entré au gouvernement, laisse le siège à sa suppléante Martine Aurillac, mais il garde sa mairie.
Édouard Frédéric-Dupont est décédé le 14 février 1995 à l'hôpital Necker à l'âge de 92 ans au terme de la plus longue carrière de conseiller de Paris de l'histoire récente de la capitale. Il est inhumé dans le caveau familial au cimetière de La Queue-lez-Yvelines, à l'ouest de Paris.
Le conseil municipal de Paris vote en 1996 l'apposition d'une plaque à sa mémoire. La gauche vote contre en raison de son passé (6 février 1934, vote des pleins pouvoirs au maréchal Pétain).

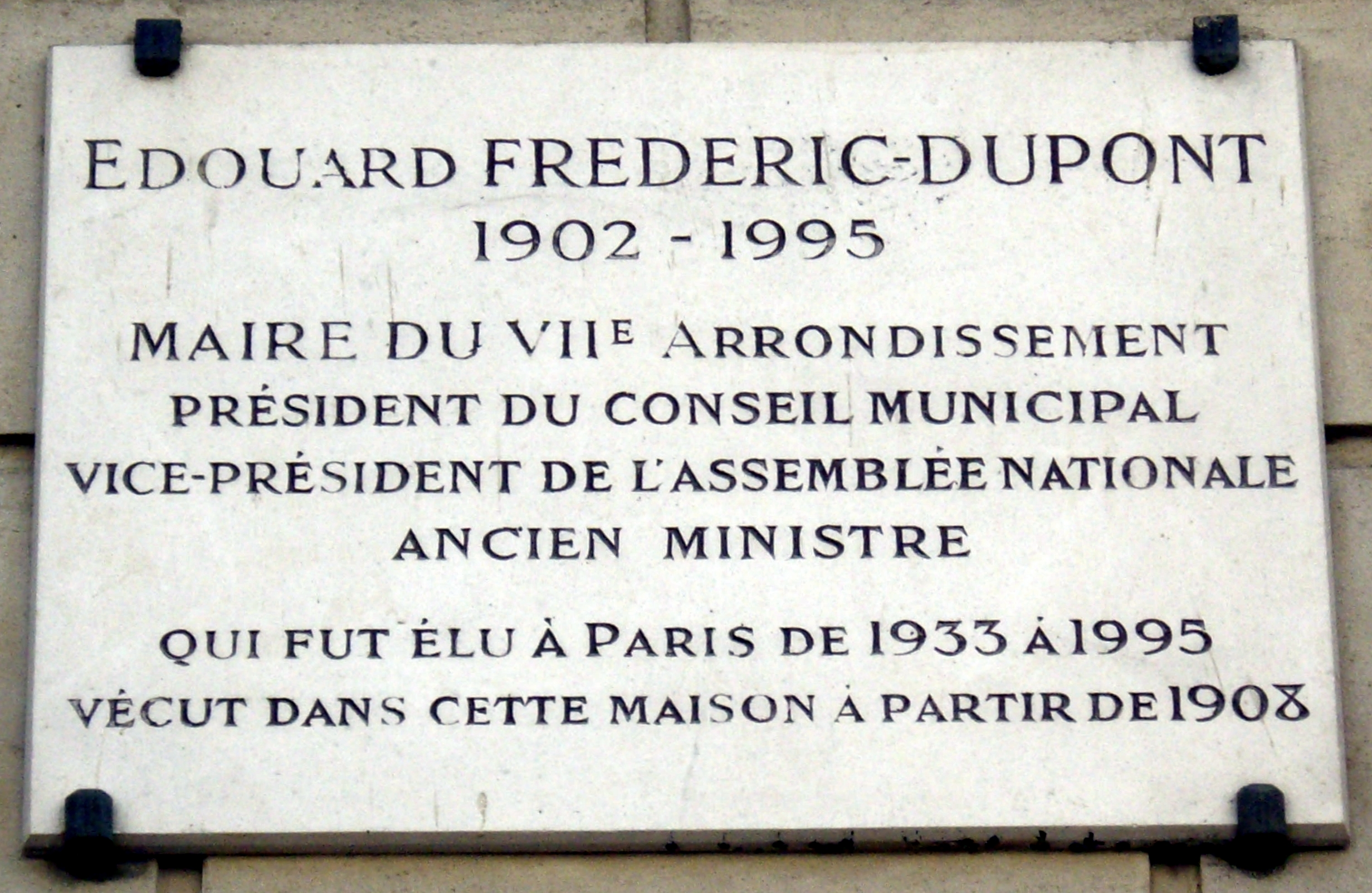
Plaque apposée au domicile parisien d'Édouard Frédéric-Dupont, 177 boulevard Saint-Germain.

### Bilan
Parmi les réalisations concrètes d'Édouard Frédéric-Dupont lorsqu'il était président du Conseil municipal ou maire du 7e arrondissement, on peut citer : 
- la création du périphérique parisien en 1953 ;
- la construction du parc de stationnement souterrain des Invalides ;
- la restauration à l'identique des jardins de l'intendant, autour de l'hôtel des Invalides ;
- le classement en secteur sauvegardé d'une partie du 7e arrondissement[109].

## Ouvrage
- Mission de la France en Asie, Éditions France-Empire, 1956, 350 pages

## Décorations
- Officier de la Légion d'honneur (13 juillet 1993)
- Croix de guerre 1939-1945
- Médaille de la Résistance française (décret du 31 mars 1947)